# Troinex
Troinex est une commune suisse du canton de Genève.

## Géographie
Le territoire de Troinex s'étend sur 3,42 km2. Lors du relevé de 2013-2018, les surfaces d'habitations et d'infrastructures représentaient 28,9 % de sa superficie, les surfaces agricoles 63,6 %, les surfaces boisées 7,9 % et les surfaces improductives 0,3 %.
La commune est limitrophe de Veyrier, Bardonnex et Plan-les-Ouates, ainsi que de la commune française de Bossey en Haute-Savoie.

## Histoire
En 1780, la paroisse de Bossey est érigée par le roi de Sardaigne Victor-Amédée III, à laquelle sera annexée celle de Troinex.
Lors de l'occupation du duché de Savoie par les troupes révolutionnaires françaises, Bossey et Troinex s'associent pour créer une nouvelle commune en 1793.
Elle intègre le département du Mont-Blanc, puis en 1798 le département du Léman à la suite de l'annexion de Genève. Elle redevient provisoirement savoyarde après les défaites de Napoléon Ier. Le traité de Turin, signé le 16 mars 1816 par Victor-Emmanuel Ier, roi de Sardaigne, cède au canton de Genève plusieurs communes, dont Troinex qui est alors incluse dans la commune de Veyrier.
Le 30 mai 1817, Veyrier se divise en commune de Veyrier et commune de Troinex.

## Politique

### Administration
L'exécutif de la commune de Troinex compte trois membres : le maire de la commune et deux adjoints. Les membres sont élus pour une période de cinq ans.[réf. nécessaire] L'exécutif de la commune, entré en fonction le 1er juin 2020, se compose de la façon suivante :
| Identité        | Étiquette   | Étiquette | Fonction | Dicastères |
| --------------- | ----------- | --------- | -------- | --- |
| Guy Lavorel     | Indépendant |           | Maire    | Urbanisme, Aménagement du territoire et Constructions (délégué) Bâtiments (délégué) Mobilité (délégué) Environnement (délégué) EMS de Drize (délégué) |
| Béatrice Hirsch | Le Centre   |           | Adjointe | Affaires sociales (déléguée) Petite enfance, École et Jeunesse (déléguée) Culture, Sport et Loisirs (déléguée)                                        |
| Marc Truan      | PLR         |           | Adjoint  | Finances et Taxe professionnelle communale (délégué) Sécurité publique (délégué) Administration générale (délégué)                                    |

Le Conseil municipal de Troinex (pouvoir législatif de la commune) compte 17 membres. Les conseillers municipaux sont élus pour une période de cinq ans. Le Conseil municipal exerce des fonctions délibératives et consultatives mais il ne peut pas rédiger des lois.[réf. nécessaire] À la suite des élections municipales du 23 mars 2025, le Conseil municipal est renouvelé, et est représenté de la manière suivante :
| Parti                       | Voix | Suffrages en % | +/-   | Sièges | +/- |
| --------------------------- | ---- | -------------- | ----- | ------ | --- |
| La Liste Commune            | 326  | 30,65 %        | 30,65 | 6 / 17 | 6   |
| Hors parti (HP)             | 289  | 27,16 %        | 6,89  | 5 / 17 | 1   |
| Parti libéral-radical (PLR) | 255  | 24,09 %        | 1,74  | 4 / 17 | 0   |
| Vert'libéraux               | 96   | 9,08 %         | 9,08  | 1 / 17 | 1   |
| Le Centre (LC)              | 89   | 9,02 %         | 9,02  | 1 / 17 | 1   |

### Liste des maires
| Période                                  | Période     | Identité         | Étiquette | Étiquette   | Qualité                         |
| ---------------------------------------- | ----------- | ---------------- | --------- | ----------- | ------------------------------- |
| Les données manquantes sont à compléter. |             |                  |           |             |                                 |
| 1er juin 1999                            | 31 mai 2011 | Jacques Magnenat |           | PLR         | Adjoint au maire de 2014 à 2015 |
| 1er juin 2011                            | 31 mai 2015 | Potter Van Loon  |           | PLR         |                                 |
| 1er juin 2015                            | en cours    | Guy Lavorel      |           | Indépendant | Adjoint au maire de 2011 à 2015 |

## Démographie

### Évolution de la population
La commune compte 2 858 habitants au 31 décembre 2023 pour une densité de population de 836 hab/km2. Sur la période 2010-2023, sa population a augmenté de 30,8 % (canton : 14,6 % ; Suisse : 9,4 %).  

### Pyramide des âges
En 2023, le taux de personnes de moins de 30 ans s'élève à 35,7 %, au-dessus de la valeur cantonale (33,7 %). Le taux de personnes de plus de 60 ans est quant à lui de 22,6 %, alors qu'il est de 22,2 % au niveau cantonal.
La même année, la commune compte 1 413 hommes pour 1 445 femmes, soit un taux de 49,4 % d'hommes, supérieur à celui du canton (48,3 %).
| Hommes | Classe d’âge | Femmes |
| ------ | ------------ | ------ |
| 0,6    | 90 ans ou +  | 1,3    |
| 6,3    | 75 à 89 ans  | 8,0    |
| 13,6   | 60 à 74 ans  | 15,3   |
| 24,1   | 45 à 59 ans  | 25,6   |
| 16,5   | 30 à 44 ans  | 17,4   |
| 21,1   | 15 à 29 ans  | 17,8   |
| 17,8   | - de 14 ans  | 14,6   |

| Hommes | Classe d’âge | Femmes |
| ------ | ------------ | ------ |
| 0,7    | 90 ans ou +  | 1,5    |
| 6,5    | 75 à 89 ans  | 8,8    |
| 13,0   | 60 à 74 ans  | 13,8   |
| 21,7   | 45 à 59 ans  | 21,5   |
| 22,9   | 30 à 44 ans  | 22,4   |
| 18,6   | 15 à 29 ans  | 17,2   |
| 16,7   | - de 14 ans  | 14,8   |

## Culture et patrimoine

### Héraldique
| Blason | Blasonnement : D'azur au château fascé de trois ceintures en relief de pierres non équarries et sommé de trois tours crénelées, celle du milieu carrée et plus élevée, les deux autres rondes, le tout d'argent. Commentaires : Ces armoiries que le conseil municipal adopta en 1924 sont celles de Claude de Châteauneuf, sculptées en 1544 sur sa maison forte de Troinex. |

### Patrimoine religieux

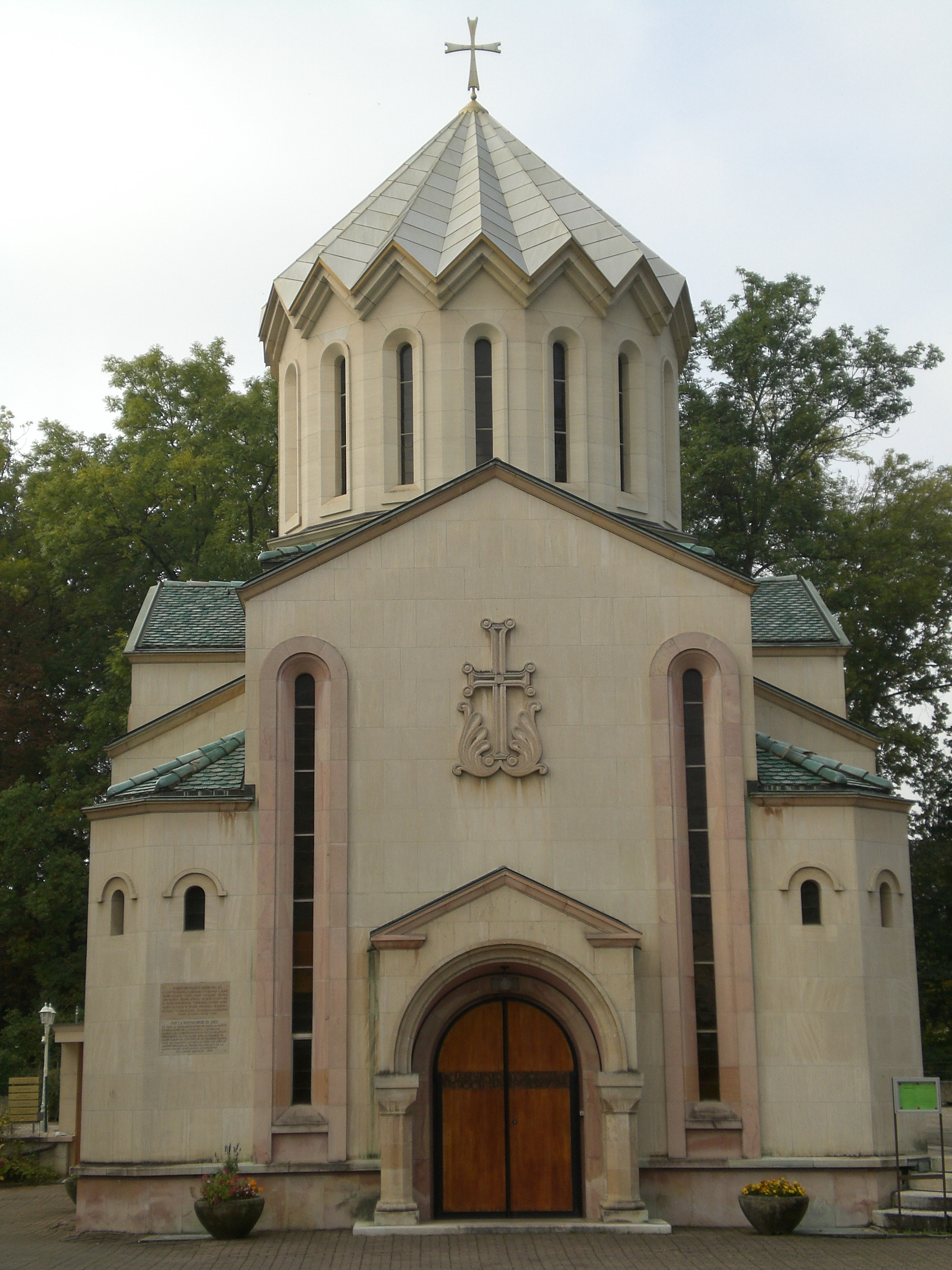
Église arménienne.

Elle abrite le siège de l'Église apostolique arménienne pour la Suisse occidentale et abrite également une église catholique romaine  et une église protestante.

### La Pierre aux Dames
En 1819 a été découvert un ensemble mégalithique du Néolithique sur la commune de Troinex. Des fouilles sont entreprises en 1847 autour d’un bloc de granit qui a retenu l'attention car quatre figures féminines sont sculptées sur l’une de ses faces. Cette « Pierre aux Dames » a probablement été gravée à l'époque gallo-romaine, elle est transportée au parc des Bastions en 1872, puis au musée d'art et d'histoire en 1942. Elle a été classée par le Conseil d’État en 1921. Une copie en fibre de verre a été réalisée en 1998 et restaurée en 2006, elle se trouve sur la place de la mairie.